# ترانه‌شناسی رضا صادقی

## آلبوم ها

### ۱۹۹۵ / ۱۳۷۴ - کلاغ قارقاری
| نام ترانه      | ترانه سرا    | آهنگساز    | تنظیم      |
| -------------- | ------------ | ---------- | ---------- |
| آماده بهار     |              |            |            |
| آروم آروم      |              |            |            |
| فقط به خاطر تو |              |            |            |
| غصه نخور       |              |            |            |
| کلاغ قارقاری   | مسعود فردمنش | عبدی یمینی | عبدی یمینی |
| پناه آه من     |              |            |            |
| نیرنگ          |              |            |            |
| سوس ساحل       |              |            |            |
| یا مولا        |              |            |            |

### ۲۰۰۳ / ۱۳۸۲ -مشکی رنگه عشقه
. مشکی رنگ عشقه
. آرزو
. آشنا
. به درک
. چشم چشم دو ابرو
. دریچه
. دیوانه زنجیری
. فراموش
. همبازی
. حسّ زندگی
. خنده های زورکی
. خونه
. ساغر
. شاکی

### ۲۰۰۶ / ۱۳۸۵ - پیرهن مشکی
| نام ترانه       | ترانه سرا      | آهنگساز   | تنظیم     |
| --------------- | -------------- | --------- | --------- |
| پیرهن مشکی      | رضا صادقی      | رضا صادقی | رضا صادقی |
| حرف اخر         | رضا صادقی      | رضا صادقی | رضا صادقی |
| چرا از من گذشتی | رضا صادقی      | رضا صادقی | رضا صادقی |
| خونه            | محمد علی قویدل | رضا صادقی | رضا صادقی |
| بغض ترانه       | رضا صادقی      | رضا صادقی | رضا صادقی |
| هنوز عاشقتیم    | رضا صادقی      | رضا صادقی | رضا صادقی |
| بخشش            | رضا صادقی      | رضا صادقی | رضا صادقی |
| اشنا            | رضا صادقی      | رضا صادقی | رضا صادقی |
| بابای بارون     | رضا صادقی      | رضا صادقی | رضا صادقی |
| سهم ما          | رضا صادقی      | رضا صادقی | رضا صادقی |
| تمنا            | رضا صادقی      | رضا صادقی | رضا صادقی |

### ۲۰۰۷ / ۱۳۸۶ - وایسا دنیا
| نام ترانه           | ترانه سرا   | آهنگساز   | تنظیم        |
| ------------------- | ----------- | --------- | ------------ |
| وایسا دنیا          | رضا صادقی   | رضا صادقی | سیروان خسروی |
| ممنونم              | رضا صادقی   | رضا صادقی | رضا صادقی    |
| بغض چشمات           | مرجان زنگنه | رضا صادقی | مهدی زنگنه   |
| چاره‌ای ندارم        | رضا صادقی   | رضا صادقی | رضا صادقی    |
| هیچ جا بندر نابو    | رضا صادقی   | رضا صادقی | رضا صادقی    |
| دیگه نمی‌تونم        | رضا صادقی   | رضا صادقی | رضا صادقی    |
| نرو                 | رضا صادقی   | رضا صادقی | رضا صادقی    |
| هدر شدم             | رضا صادقی   | رضا صادقی | رضا صادقی    |
| فردا با ماست        | رضا صادقی   | رضا صادقی | رضا صادقی    |
| قدرمو میدونی یک روز | رضا صادقی   | رضا صادقی | رضا صادقی    |
| شاید یک فرصت دیگه   | رضا صادقی   | رضا صادقی | رضا صادقی    |
| کم نشو              | رضا صادقی   | رضا صادقی | رضا صادقی    |
| خدارو دوست دارم     | رضا صادقی   | رضا صادقی | رضا صادقی    |
| بی خداحافظ          | رضا صادقی   | رضا صادقی | رضا صادقی    |

### ۲۰۱۱ / ۱۳۹۰ - دیگه مشکی نمی‌پوشم
| نام ترانه           | ترانه سرا                     | آهنگساز             | تنظیم                 |  |
| ------------------- | ----------------------------- | ------------------- | --------------------- |  |
| چراغارو خاموش کن    | یاحا کاشانی                   | انوشیروان تقوی      | کوشان حداد            |  |
| یادگاری             | رضا صادقی                     | رضا صادقی           | معین راهبر- رضا صادقی |  |
| سرت سلامت           | رضا صادقی                     | رضا صادقی           | معین راهبر            |  |
| خرابم نکن           | رضا صادقی                     | رضا صادقی           | رضا صادقی             |  |
| دیگه مشکی نمی‌پوشم   | فرشته ملک محمود - مرجان زنگنه | رضا صادقی           | مهران خالصی           |  |
| دلیل بودن           | رضا صادقی                     | رضا صادقی           | معین راهبر- رضا صادقی |  |
| شیر خسته            | رضا صادقی                     | رضا صادقی           | کوشان حداد            |  |
| دروغ گفت            | رضا صادقی                     | رضا صادقی           | معین راهبر            |  |
| جان دل (بندر عباسی) | رضا صادقی                     | رضا صادقی           | معین راهبر            |  |
| زبون آسمون          | رضا صادقی                     | رضا صادقی           | معین راهبر-رضا صادقی  |  |
| حق با تو بود        | مرجان زنگنه                   | رضا صادقی           | رضا صادقی             |  |
| دلم گفت             | رضا صادقی                     | رضا صادقی           | معین راهبر            |  |
| خوب و بد            | رضا صادقی                     | الهام از موزیک شرقی | معین راهبر-رضا صادقی  |  |
| چراغارو خاموش کن    | یاحا کاشانی                   | انوشیروان تقوی      | انوشیروان تقوی        |  |

### ۲۰۱۳ / ۱۳۹۲ - همین...
| #  | نام ترانه           | شاعر و ترانه سرا           | آهنگساز                 | تنظیم کننده   |
| -- | ------------------- | -------------------------- | ----------------------- | ------------- |
| ۱  | نترس                | رضا صادقی                  | رضا صادقی               | آرون حسینی    |
| ۲  | دوسِت دارم خدا       | پیوند شادخواب              | رضا صادقی               | شجاعت شفائی   |
| ۳  | ادعا                | رضا صادقی                  | رضا صادقی               | شجاعت شفائی   |
| ۴  | عاشقتم              | رضا صادقی و مرجان زنگنه    | رضا صادقی               | رضا صادقی     |
| ۵  | کفش آهنی            | رضا صادقی                  | رضا صادقی               | آرون حسینی    |
| ۶  | بخند                | امیرحسین الهیاری و علی ضیا | رضا صادقی               | اسماعیل حسینی |
| ۷  | حس خوب              | رضا صادقی                  | برگرفته از ملودی باکوئی | مسعود همایونی |
| ۸  | ولی نبو (بندرعباسی) | رضا صادقی                  | رضا صادقی               | معین راهبر    |
| ۹  | دروغ بگو ولی        | رضا صادقی                  | رضا صادقی               | شجاعت شفائی   |
| ۱۰ | پیله (آدم آهنی)     | رضا صادقی                  | رضا صادقی               | شجاعت شفائی   |

### یک جرعه باران مشترک با میثم حجار (١٣٩٣)
ترانه سرا: محمد علی بهمنی، اهورا ایمان، روزبه بمانی، احمد امیرخلیلی

آهنگ: علی موثقی، مهدی یراحی، میثم حجار

### فقط گوش کن (١٣٩٣)[۱]
| نام ترانه       | ترانه سرا            | آهنگساز     | تنظیم         |
| --------------- | -------------------- | ----------- | ------------- |
| کلافه(سردرد)    | بیتا طائی            | رضا صادقی   | شجاعت شفائی   |
| حیف             | نرگس جعفری           | ساناز کریمی | بابک مافی     |
| خبر داری        | رضا صادقی            | رضا صادقی   | شهراد امیدوار |
| ندارمت          | مهدی محمودی          | فرشیدادهمی  | هومن نامداری  |
| عاشق شدم        | رضا صادقی،علی استیری | رضا صادقی   | پویا نیکپور   |
| اَمِرِم            | استاد ابراهیم منصفی  | فاضل پیش    | مجید نصیری    |
| آدم خوبه        | امیرحسین الهیاری     | رضا صادقی   | شجاعت شفائی   |
| رنگ صدام        | رضا صادقی            | رضا صادقی   | مسعود همایونی |
| میخوامت         | علی استیری           | رضا صادقی   | شجاعت شفائی   |
| جوونی           | (دریایی) بابک صحرایی | امین قباد   | رضا تاجبخش    |
| یادگاری(غمگینم) | مهرزاد امیرخانی      | فرشید ادهمی | معین راهبر    |
| یه نفر          | مهرزاد امیرخانی      | رضا صادقی   | مهران خالصی   |
| دلواپسی         | علی استیری           | سعید سام    | اسماعیل حسینی |
| بی تو           | عرفان سلیمی          | اشکان خشایی | میثم مروستی   |
| غرور            | حسین سلیمانی         | فاضل پیش    | فاضل پیش      |

### شب بارونی (۱۳۹۴)
| نام ترانه             | ترانه‌سرا     | آهنگساز            | تنظیم              |
| --------------------- | ------------ | ------------------ | ------------------ |
| ماه و موهات           | بابک صحرایی  | نیکان              | نیکان              |
| خدا شاهده             | حسین متولیان | رضا صادقی          | اشکان آبرون        |
| شب بارونی             | بابک بابایی  | بابک بابایی        | فرشید ادهمی        |
| جدی نمی‌گیرم           | مریم دلشاد   | مجتبی ابوالقاسم‌پور | مجتبی ابوالقاسم‌پور |
| وقت کم بود            | مریم اسدی    | سعید هاشمی         | شهراد امیدوار      |
| پنجشنبه‌ها             | علی تونکو    | محمد عابدینی       | آرش آزاد           |
| مثل یلداهای قبل       | عرشیا عشقی   | امیرعباس حسن‌زاده   | امیرعباس حسن‌زاده   |
| ماه و موهات (بی کلام) | بی کلام      | نیکان              | نیکان              |

### یعنی درد (۱۳۹۶)[۲]
| نام ترانه         | ترانه سرا      | آهنگساز        | تنظیم           |
| ----------------- | -------------- | -------------- | --------------- |
| حال بارون         | رضا صادقی      | رضا صادقی      | مهران خالصی     |
| یه چیزی کمه       | رضا صادقی      | رضا صادقی      | مهران خالصی     |
| یعنی درد          | رضا صادقی      | رضا صادقی      | مسعود همایونی   |
| آروم برو          | رضا صادقی      | رضا صادقی      | مهران خالصی     |
| همه اون روزا      | بابک بابایی    | بابک بابایی    | مهرداد احمدزاده |
| همه چی خوبه       | حدیث دهقان     | فواد غفاری     | امیربهادر دهقان |
| من و یادت         | بابک بابایی    | بابک بابایی    | شهراد امیدوار   |
| اولین بارون       | محمدعلی شیعاوی | محمدعلی شیعاوی | آرمان منورصادق  |
| معصومانه          | صابر قدیمی     | نیکان ابراهیمی | نیکان ابراهیمی  |
| من دوست دارم      | محسن حق نظری   | محمد عابدینی   | سعید زمانی      |
| دل دلا (دل بی غم) | رضا صادقی      | رضا صادقی      | معین راهبر      |
| دیگه تموم شد      | محمدعلی شیعاوی | محمدعلی شیعاوی | رضا صادقی       |

## تک آهنگها
| نام ترانه                               | ترانه سرا         | آهنگساز           | تنظیم         |
| --------------------------------------- | ----------------- | ----------------- | ------------- |
| ساده‌تر از اونی که فکر می‌کردم            | احمد امیرخلیلی    | علی موثقی         | علی موثقی     |
| من اینو خوب می دونم (با خشایار اعتمادی) | رضا صادقی         | رضا صادقی         | نیما وارسته   |
| عاشقی                                   | بابک صحرایی       | امیرعباس حسن زاده | نیکان         |
| رفیق قدیمی                              | فؤاد فرهنگ        | رضا صادقی         | مهران خالصی   |
| نفس                                     | بابک بابایی       | بابک بابایی       | شهراد امیدوار |
| فصل بهار (ترانه)                        | حسن کریمی         | حسن کریمی         | معین راهبر    |
| دیوونه خونه                             | مهدی ایوبی        | بهداد ظهرانی      | شهریار علوی   |
| انتقام گریه ها                          | نوید اسماعیل زاده | مسعود تدینی       | شعیب عرب      |
| 1. 2.                                   |                   |                   |               |